# Премия имени Януша Зайделя
Премия имени Януша Зайделя (пол. Nagroda imienia Janusza A. Zajdla) — польская ежегодная литературная премия в области фантастики, присуждаемая участниками конвента Polcon лучшим польским литературным произведениям, выпущенным в предыдущем календарном году. Голосование и награждение проводится каждый год во время Полкона.

## История
Премия польского фэндома берёт свое начало с премии Sfinks, созданной на встрече клубов фантастики в 1984 году в Лодзе. В 1985 году в Свиноуйсьце было установлено, что премия будет присуждаться на каждом съезде фанов польской фантастики Полкон. Первым лауреатом был Януш Зайдель за роман «Paradyzja» (Рай). Зайдель умер 19 июля 1985 года, и после его смерти по решению клубов премия Sfinks была переименована в премию имени Януша Зайделя.
Изначально решение о выборе победителя принималось на голосовании клубов фантастики, и только в 1991 году на конвенте Европейского общества научной фантастики во время Еврокона, проходящего в Кракове, состоялось первое голосование всех участников конвента. Тогда же впервые были вручены награды в виде статуэтки и диплома.
С 1991 года награду получают в два этапа: в голосовании принимает участие пять номинантов литературных произведений. Номинироваться может любой желающий, по почте или через Интернет (с 2001 года). Также существует возможность номинировать произведения на некоторых других польских конвентах. Соответствующее голосование проводится ежегодно в ходе конвента Polcon, хотя можно также оформить подтверждающую аккредитацию, которая позволяет голосовать без приезда на конвент.
С 1992 года Премия вручается в двух категориях — роман и рассказ. Романом считается произведение объёмом свыше 100 стандартных страниц (1800 знаков на странице).
При выборе победителя голосование проводится по преференциальной системе (вместо того, чтобы выбрать одного кандидата, выбирается их порядок), причём есть и опция «без награды» — в случае победы этого варианта премия в данном году не присуждается.
Создателем статуэтки, присуждаемой победителям, является профессор Краковской академии искусств Веслав Беляк.
С 2005 года рассказы и отрывки из романов, номинированных на премию, публикуются в бесплатной антологии (публикация non-profit), которая популяризирует польскую фантастику.

## Лауреаты премии

### 1984—1991
| Год  | Произведение                                              | Произведение | Место, время проведения |
| Год  | Победитель                                                | Номинанты | Место, время проведения |
| ---- | --------------------------------------------------------- | --- | ----------------------- |
| 1984 | Януш Зайдель, Рай                                         | | Блажеевко, 1985         |
| 1985 | Марек Баранецкий, Голова Кассандры                        | | Катовице, 1986          |
| 1986 | Премия не присуждалась                                    | | Варшава, 1987           |
| 1987 | Премия не присуждалась                                    | | Катовице, 1988          |
| 1988 | Внук-Липинский, Эдмунд, Полураспад                        | | Гданьск, 1989           |
| 1989 | Премия не присуждалась                                    | | Ваплево, 1990           |
| 1990 | Анджей Сапковский, Меньшее зло (из цикла Сага о ведьмаке) | - Яцек Пекара, Мрачный моллюск - Рафал Земкевич, Грешница - Рафал Земкевич, Шоссе в Залещики                        | Краков, 1991            |
| 1991 | Марек Губерат , Большее наказание                         | - Феликс Крес, Король гор - Конрад Левандовский, Ксин - Ромуальд Павлак, Вознесение бродяги - Артур Шрейтер, Вешчий | Белосток, 1992          |

### 1992 — н.в.
| Год выхода произведения | Роман                                                                       | Рассказ                                                                     | Место, время награждения |
| ----------------------- | --------------------------------------------------------------------------- | --------------------------------------------------------------------------- | ------------------------ |
| 1992                    | Феликс Крес, «Король Безмерия»                                              | Анджей Сапковский, «Меч Предназначения» (из цикла Сага о ведьмаке)          | Ваплево, 1993            |
| 1993                    | Премия не присуждалась                                                      | Анджей Сапковский, «В воронке от бомбы                                      | Люблин, 1994             |
| 1994                    | Анджей Сапковский, »Кровь эльфов" (из цикла Сага о ведьмаке)                | Ева Бялоленьская , «Ткач илюзий» (сборник Ткач иллюзий)                     | Ястшембя-Гу́ра, 1995      |
| 1995                    | Рафал Земкевич, «Перчена доля катеринщика»                                  | Конрад Левандовский, «Записка 2015»                                         | Ястшембя-Гу́ра, 1996      |
| 1996                    | Томаш Колодзейчак, «Цвета знамён»                                           | Рафал Земкевич, «Спящяя принцесса»                                          | Катовице                 |
| 1997                    | Марек Губерат , «Второй портрет в алебастре»                                | Ева Бялоленьская , «Небеса мага» (сборник Ткач иллюзий)                     | Белосток, 1998           |
| 1998                    | Рафал Земкевич, «Вальс столетия»                                            | Анна Бжезиньская, «Аж страшно вспомнить, как я её любил»                    | Варшава, 1999            |
| 1999                    | Марек Губерат, «Гнездо миров»                                               | Антонина Лидтке , CyberJoly Drim                                            | Гдыня, 2000              |
| 2000                    | Анна Бжезиньская, «Змеинная арфа»                                           | Яцек Дукай, «Собор»                                                         | Катовице, 2001           |
| 2001                    | Яцек Дукай, «Чорные океаны»                                                 | Анджей Земянський, «Шоссе на Познань»                                       | Краков, 2002             |
| 2002                    | Анджей Сапковский, «Башня шутов» (из цикла Сага о Рейневане)                | Анджей Пилипьюк, «Кузины»                                                   | Эльблонг, 2003           |
| 2003                    | Яцек Дукай, «Другие песни»                                                  | Анджей Земянський, «Запах стекла»                                           | Зелёна-Гура, 2004        |
| 2004                    | Яцек Дукай, «Идеальное несовершенство»                                      | Анна Бжезиньская, «Воды глубокие, как небо»                                 | Блажеевко, 2005          |
| 2005                    | Ярослав Гжендович, «Хозяин ледового сада», том І                            | Ярослав Гжендович, «Волчья метель»                                          | Люблин, 2006             |
| 2006                    | Ярослав Гжендович , «Пепел и пыль»                                          | Майя Лидия Коссаковская, «Дракон танцует для Чунг Фонга»                    | Варшава, 2007            |
| 2007                    | Яцек Дукай, «Лёд»                                                           | Вит Шостак, «Город могил. Увертюра»                                         | Зелёна-Гура, 2008        |
| 2008                    | Рафал Косик, «Хамелеон»                                                     | Анна Каньтох , Миры Данте"                                                  | Лодзь, 2009              |
| 2009                    | Анна Каньтох , Предместья, том І                                            | Роберт М.Вегнер, «Все мы меекханцы» (цикл Сказания Меекханского пограничья) | Цешин, 2010              |
| 2010                    | Яцек Дукай, «Король боли и кузнечик» (цикл Король боли)                     | Анна Каньтох , «Духи в машинах»                                             | Познань, 29.08.2011      |
| 2011                    | Майя Лидия Коссаковская, «Грильбар Галактика»                               | Якуб Цвек, Сказка о режимах и возвращениях                                  | Вроцлав, 29.08.2012      |
| 2012                    | Роберт М.Вегнер, «Небо цвета стали» (цикл Сказания Меекханского пограничья) | Роберт Вегнер, Ещё один герой                                               | Варшава, 31.08.2013      |
| 2013                    | Кшиштоф Пискорский, Тенеграф                                                | Анна Каньтох, Непостоянный человек                                          | Бельско-Бяла, 7.09.2014  |
| 2014                    | Михал Холева, Форта                                                         | Анна Каньтох , Искусство взаимопонимания                                    | Познань, 22.08.2015      |
| 2015                    | Роберт М.Вегнер, «Память всех слов» (цикл Сказания Меекханского пограничья) | Роберт Вегнер, «Молчание овцы»                                              | Вроцлав, 20.08.2016      |
| 2016                    | Кшиштоф Пискорский, Сорок и четыре                                          | Лукаш Орбитовский, Михал Цетнаровский, «Интервью с Борутой»                 | Люблин, 24-27.08.2017    |
| 2017                    | Рафал Косик, Розарий                                                        | Марта Кисель, Шалавила                                                      | Торунь, 14.07.2018       |